# 1991 en informatique
1990 en informatique - 1991 - 1992 en informatique
Cet article présente les principaux évènements de 1991 dans le domaine informatique.

## Événements
- 6 août : Tim Berners-Lee annonce dans un message sur Usenet l'existence du World Wide Web.
- Octobre : création du réseau Renater, réseau inter-universitaire du CNRS
- 25 août : Linus Torvalds annonce dans un message Usenet qu'il écrit un système d'exploitation, qui deviendra Linux[1].
- Le SEI (Software Engineering Institute) financé par le Department of Defense (DoD) américain présente le Capability Maturity Model (CMM), premier élément de ce qui deviendra le Capability Maturity Model Integration (CMMI). Ce modèle de référence ne concerne dans un premier temps que les bonnes pratiques du génie logiciel.
- Invention du MD5 (Message Digest 5) par Ronald Rivest.
- 5 octobre : Linus Torvalds annonce, toujours par NNTP, la disponibilité d’une ébauche de la version 0.02 de son noyau, la version 0.01 ayant eu une diffusion plus que confidentielle[2].